# Aljona Kartasjova
Aljona Vladimirovna Kartasjova (ryska: Алёна Владимировна Карташова), född den 23 januari 1982 i Angarsk, dåvarande Sovjetunionen, är en rysk brottare som tog OS-silver i mellanviktsbrottning i damklassen 2008 i Peking. 